# Bartolomeu I de Constantinopla
Bartolomeu I (em grego: Βαρθολομαίος ο Α', transl. Bartholomaíos; nascido Δημήτριος Αρχοντώνης, transl. Dimítrios Archontónis) (Gökçeada, 29 de fevereiro de 1940) é um religioso grego (e um cidadão turco), o atual Patriarca Ecumênico, principal bispo da Igreja Ortodoxa de Constantinopla e primaz de honra da Igreja Católica Apostólica Ortodoxa, desde o ano de 1991.

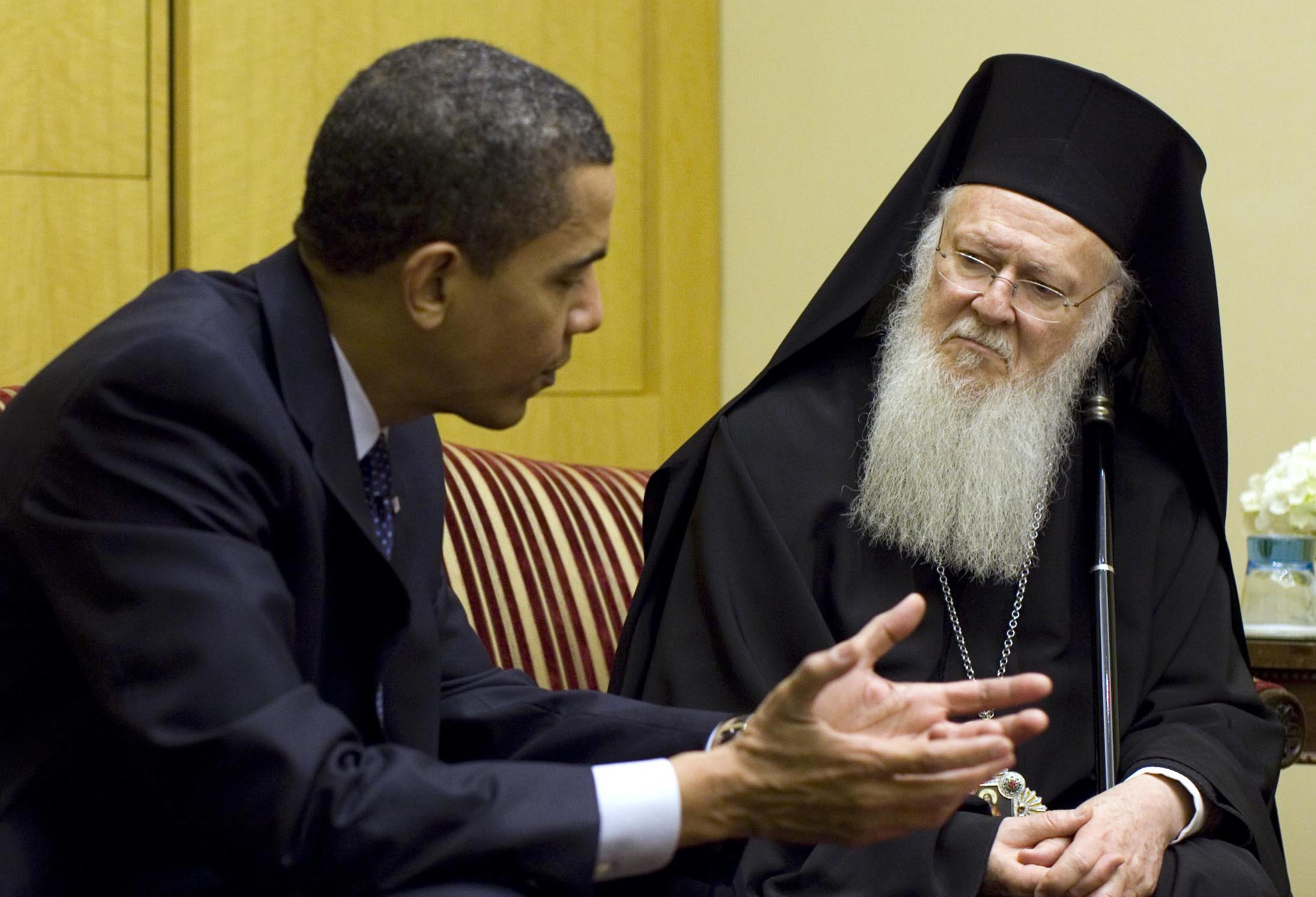
Encontro de Bartolomeu com o presidente Barack Obama.

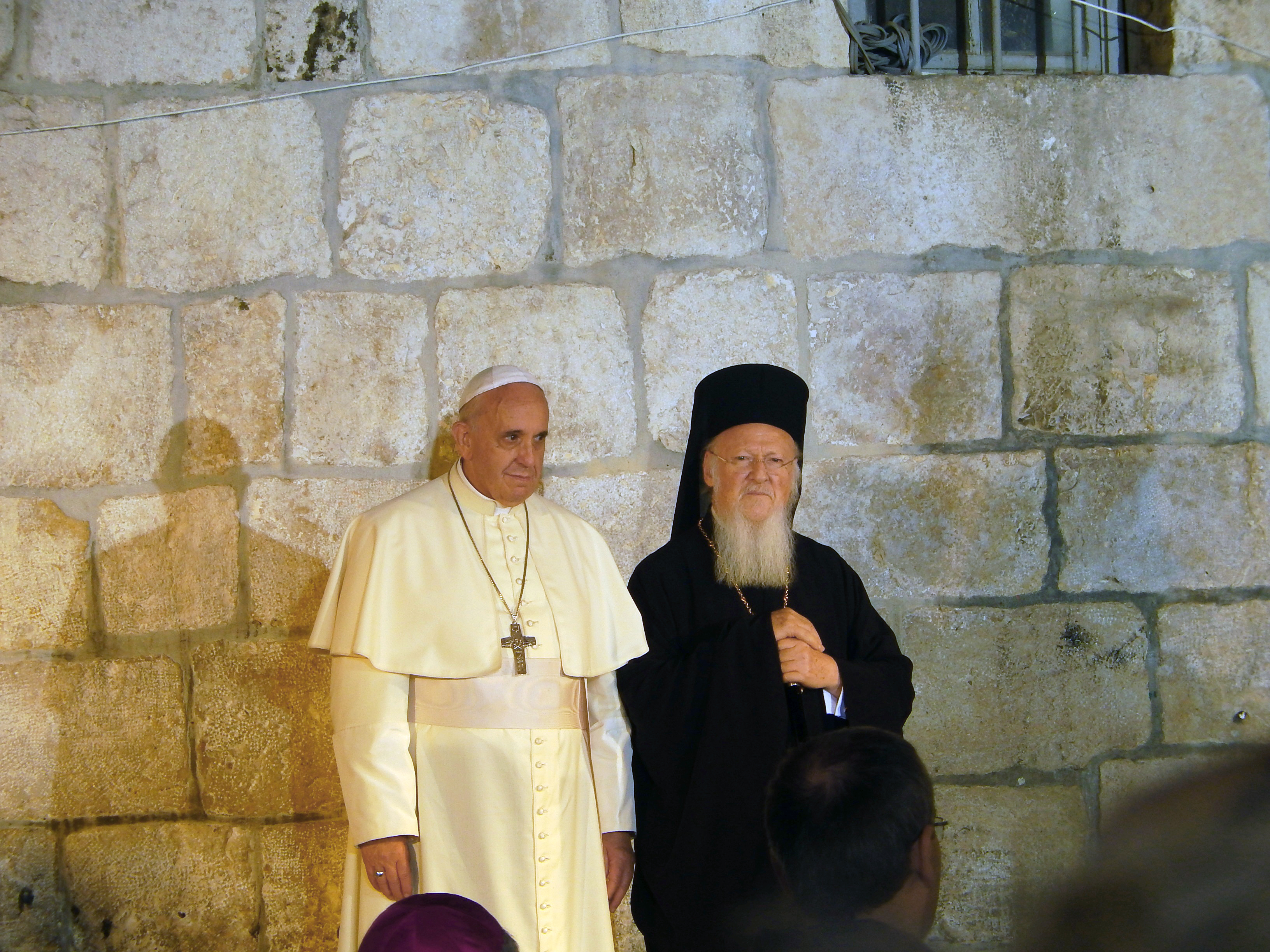
Encontro entre Bartolomeu e Papa Francisco na Igreja do Santo Sepulcro.

## Biografia

### Primeiros Anos
Dimítrios Archontónis, nativo de Imbros, o filho de Hristo e Meropi Archontonis cursou o Primário em sua ilha natal e o Ensino Médio em Constantinopla, no Zografio Liceu da Polis. Ingressou na Escola Teológica de Halki onde se graduou em 1961.
Foi ordenado diácono na Catedral de Imbros por Meliton Kardis em 13 de agosto de 1961, quando recebeu o nome religioso de Bartolomeu. Prestou serviço militar até 1963 e, de então até1968, pós-graduou-se no Instituto de Estudos Orientais de Roma, no Instituto Ecumênico de Bossey da Suíça e na Universidade de Munique, especializou-se em Direito Canônico. Doutor pela Universidade Gregoriana de Roma, retornou para Constantinopla e foi nomeado Diretor-adjunto da Escola Teológia de Halki, onde estudou. No mesmo ano, 1968, foi ordenado presbítero pelo mesmo Meliton que o sagrou diácono e, seis meses depois, pelo Patriarca Atenágoras I recebeu o título de Arquimandrita.

### Carreira Eclesiástica
Com a entronização do Patriarca Demétrio I e a subsequente ereção da Secretaria Particular do Patriarcado, Bartolomeu foi escolhido seu primeiro Secretário. No Natal de 1973 foi ordenado Bispo Eparca da Filadélfia e seguiu Secretário até 1990 quando, em janeiro, foi proclamado Metropolita de Calcedônia em sucessão a seu pai espiritual Meliton.
Integrou o Santo Sínodo. Foi, também, um dos fundadores da 'Sociedade de Direito das Igrejas Orientais' e vice-presidente da Comissão 'Fé e Ordem' do Conselho Mundial das Igrejas.
Bartolomeu foi alvo de um plano de assassinato, que teria lugar em 29 de maio de 2013. Um suspeito foi preso.
O patriarca é fluente em grego moderno, turco, italiano, alemão, francês e inglês, além de ter conhecimento em grego antigo e latim.

## Patriarcado
Uma das características de seu patriarcado é o Diálogo Ecumênico, a aproximação com a Igreja Católica Apostólica Romana e maior diálogo com as demais Igrejas Orientais, além das demais confissões.
Reuniu-se com os papas João Paulo II e Bento XVI. Do primeiro recebeu as relíquias dos Santos Patriarcas Ecumênicos João Crisóstomo e Gregório Nazianzeno em 2005; assinou uma declaração conjunta e discutiu sobre o problema da criação de patriarcados latinos no Oriente. Com o segundo, encontrou-se por diversas vezes, tanto no Vaticano quanto no Phanar e assinou uma declaração comum. Aos 18 de outubro de 2008 participou do Santo Sínodo dos Bispos em Roma por convite do Papa.
"O papel do Patriarca Bartolomeu tem sido marcado pela diálogo inter-religioso, pelas visitas a países ortodoxos e muçulmanos que raramente eram visitados pelos antigos líderes da Igreja Ortodoxa. Seus esforços em favor da liberdade religiosa e dos direitos humanos, suas iniciativas para a promoção da tolerância religiosa entre as diversas religiões do mundo e o seu trabalho em vista da paz internacional e da proteção do universo lhe colocou entre os grandes líderes mundiais da atualidade, como um apóstolo afeiçoado da paz e da reconciliação. Em 1997 foi condecorado com medalha de ouro no Congresso Americano";
Bartolomeu I também é conhecido por seus trabalhos em causas de defesa ao meio ambiente, os quais lhe auferiram o epíteto de Patriarca Verde. Viajou à América Latina, onde visitou Cuba e a Amazônia Brasileira.
Mantém, também, um forte diálogo com outras religiões, em particular o Judaísmo e o Islamismo, monoteístas.
Em novembro de 2014, teve um encontro com o Papa Francisco, onde discutiram a situação dos cristãos no Oriente Médio e a reunião entre a Igreja Católica Apostólica Ortodoxa e a Igreja Católica Apostólica Romana.

### Títulos
O título oficial do Patriarca Ecumênico é:
Sua Santidade, Bartolomeu I, Arcebispo de Constantinopla Nova Roma e Patriarca Ecumênico;
em grego:

H Αυτού Θειοτάτη Παναγιότης ο Αρχιεπίσκοπος Κωνσταντινουπόλεως Νέας Ρώμης και Οικουμενικός Πατριάρχης Βαρθολομαίος Α' 